# Klemen Lavrič
Klemen Lavrič (Trbovlje, Eslovènia, 12 de juny de 1981) és un futbolista eslovè. Va disputar 25 partits amb la selecció d'Eslovènia.